# Közeli infravörös spektroszkópia

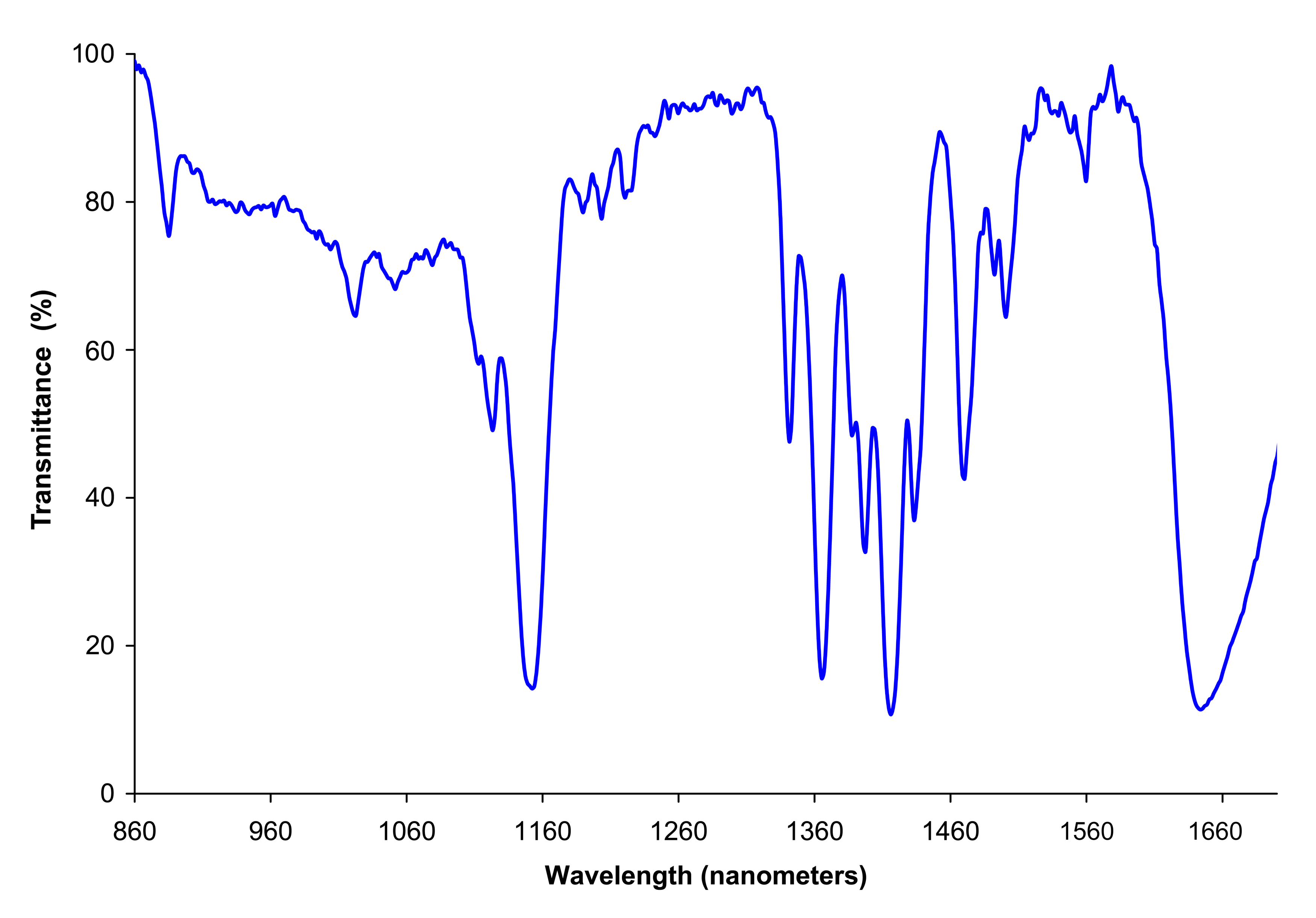
A diklór-metán közeli infravörös elnyelési spektruma.

A közeli infravörös spektroszkópia (NIR-spektroszkópia) egy spektroszkópiai eljárás, ami az elektromágneses spektrum közeli infravörös tartományát (800–2500 nm) használja. Tipikus alkalmazási területei a gyógyszergyártás, az orvosi diagnosztika, az élelmiszerek minőség-ellenőrzése és az égéssel kapcsolatos kutatások.

## Elméleti háttér
A molekulák atomjai közötti kémiai kötések hossza és egymással bezárt szöge változhat, azaz a molekula rezeghet; ennek a rezgésnek az energiája és a frekvenciája az adott molekulára jellemző diszkrét értékeket vesz fel. Az ezen diszkrét energiaszintek közötti átmenet kiváltható gerjesztéssel, amikor a molekulát megfelelő hullámhosszú sugárzás éri; a sugárzás eközben szóródik vagy elnyelődik. Abból, hogy milyen hullámhosszak nyelődtek el, következtethetünk az anyag összetételére. Ezen az elven működik az infravörös spektroszkópia.
| Szimmetrikus vegyértékrezgés | Aszimmetrikus vegyértékrezgés | Ollózó (síkbeli aszimmetrikus) deformációs rezgés | Kaszáló (síkbeli szimmetrikus) deformációs rezgés | síkra merőleges szimmetrikus deformációs rezgés | síkra merőleges aszimmetrikus deformációs rezgés |
| ---------------------------- | ----------------------------- | ------------------------------------------------- | ------------------------------------------------- | ----------------------------------------------- | ------------------------------------------------ |
|                              |                               |                                                   |                                                   |                                                 |                                                  |

A közeli infravörös tartományban a molekularezgések (elsősorban az X-H rezgések) felhangjai és kombinációi jelennek meg, ezek ugyan néhány nagyságrenddel kevésbé abszorbeálnak, de ezt kompenzálja a műszerek nagyobb érzékenysége. A közeli infravörös tartomány abban különbözik a közép-infravöröstől (MIR), hogy nagyobb energiájú, így egyszerre több energiaszinttel is feljebb lép hatására a molekula. Az ilyen tiltott átmenetek azonban nagyon ritkán következnek csak be, ezért a közeli infravörös spektroszkópia érzékenysége rosszabb, mint az infravörösé, viszont mélyebbre hatol az anyagban.
A molekuláris felhang- és kombinációs sávok jellemzően nagyon szélesek, így a spektrumok összetettek; nehezen lehet az egyes kémiai összetevőket egyedi spektrális jellemmzőkkel leírni. A kívánt kémiai információ megszerzéséhez gyakran többváltozós (több hullámhosszat használó) kalibrációs eljárásokra lehet szükség (pl. főkomponens analízisre - PCA, vagy parciális legkisebb négyzetek - PLS - módszerére). A kalibrációs referenciaminták gondos megválasztása és a megfelelő többváltozós  módszerek kidolgozása a jó közeli infravörös analízis lényeges feltétele.

## Története
A közeli infravörös sugárzást William Herchsel fedezte fel a 19. században, de az ipari alkalmazása csak az 1950-es években kezdődött meg. Kezdetben csak kiegészítőként használták az egyéb (infravörös, látható vagy ultraibolya) spektrométerekhez; az 1980-as évektől kezdték önállóan alkalmazni kémiai analízisre. A száloptika kifejlesztése és a monokromátorok fejlődése a 90-es évekre a tudományos kutatások, majd az orvosi diagnosztika hasznos eszközévé tette.

## Műszerek
A közeli infravörös spektroszkópiában alkalmazott műszerek, spektrométerek nagy mértékben hasonlítanak a látható és a közép-infravörös tartományok műszereihez. A műszer fő alkotórészei a forrás, a detektor és egy diszperzív eszköz (például egy prizma, vagy gyakrabban diffrakciós rács), ezek segítségével állapítható meg az egyes hullámhosszakon mért energia. Az interferométert alkalmazó Fourier-transzformációs spektroszkópia szintén gyakori, különösen az 1000 nm-nél magasabb hullámhosszak esetében. A mintától függően a spektrum transzmissziós vagy reflexiós üzemmódban vehető fel.
A közeli infravörös sugárzás széles sávú forrásaiként gyakran közönséges izzólámpát, vagy halogén lámpát használnak. A detektor típusát elsősorban a vizsgált hullámhossz-tartomány határozza meg. A szilícium alapú detektorok a NIR-tartomány rövidebb hullámhosszúságú tartományában használhatók jól, de a közeli infravörös tartomány nagy részében is alkalmazhatók.   A hosszabb hullámhosszokon indium-gallium-arzenid (InGaAs) vagy ólom-szulfid (PbS) detektorokat használnak.

## Alkalmazása
Az asztronómiában a kevésbé forró csillagok légkörének tanulmányozására használják. A titán-dioxid, szén-monoxid és a cianidok, amik a közeli infravörös tartományban nyelnek el fényt, segíthetnek beazonosítani egy csillag színképosztályát. Emellett molekuláris felhők vizsgálatára is használják, mert a közeli infravörös tartományt kevésbé nyeli el a csillagközi por.

### Az orvostudományban
Az orvostudományban a vérellátással, vérösszetétellel kapcsolatos vizsgálatokhoz használják (például oximetriára vagy vércukorszint-vizsgálatra), mert képes kimutatni a hemoglobin koncentrációját. Az agykutatásban és a kognitív pszichológiában más véráramlást jelző módszerekhez hasonlóan az agyi aktivitás jelzésére használják. (Az ilyen képalkotási eljárást néha fNIR (functional near-infrared imaging) vagy NIRSI (near-infrared spectroscopic imaging) néven is említik.) Ugyan rosszabb felbontású és áthatolóképességű, mint a fMRI vagy a PET, azonban olcsóbb, és jóval kevésbé korlátozza a kísérleti alanyt: nem kell egy készülékbe befeküdnie, hanem a fejére szerelt érzékelőkkel bármilyen tevékenységet végezhet. Ezen felül a közeli infravörös spektroszkópia az fMRI-vel ellentétben csecsemőkön is alkalmazható.
Használják még a talaj vagy a növényzet távoli képalkotással való vizsgálatára és különféle porok szemcsenagyságának mérésére is.

## Külső hivatkozások
- Agykutatási technikák: NIRS, Akciós Potenciál blog